# Olivier Bertrand (journaliste)
Pour les articles homonymes, voir Olivier Bertrand et Bertrand.
Olivier Bertrand, né le 1er avril 1964, est un journaliste et documentariste français. Il est le cofondateur du média en ligne Les Jours.

## Biographie

### Études et débuts
Olivier Bertrand passe une partie de son enfance à Épinay-sous-Sénart en Essonne. Après avoir travaillé très jeune[source insuffisante], il passe un examen spécial d'entrée à l'université (ESEU) et suit des cours de philosophie de l'Art à Paris I Panthéon-Sorbonne[source insuffisante], puis de journalisme à l'institut français de presse de l'université Panthéon-Assas où il obtient un DESS. Après un stage à Nice-Matin et des piges pour des magazines spécialisés pendant ses études[source insuffisante], il débute sa collaboratio navec Libération vers 1992[source insuffisante].

### Carrière journalistique

#### Journaliste chez Libération
Après ses études, il travaille comme pigiste pour le quotidien Libération, chargé notamment de l'actu le week-end sur l'interface minitel du journal. Il devient correspondant du journal en Essonne où il couvre les affaires politico-judiciaires touchant le département, et les émeutes urbaines nombreuses alors dans les quartiers, aux Tarterêts et à la Grande Borne notamment[source insuffisante]. Il entre ensuite au service politique du journal[source insuffisante], puis au service société pour couvrir la banlieue et la politique de la ville.
Il lance en 1997 le blog LibéLyon, premier des Libévilles, blogs d'information locale lancés à cette époque par Libération. En 2000, il devient correspondant du journal à Lyon, où il restera 10 ans. Il s'installe ensuite à Marseille et relate pour le journal l'actualité de PACA et de la Corse.
De 2013 à 2014, membre du comité d'entreprise de Libération, il est l'un des acteurs des négociations entre les journalistes et les actionnaires dans les crises économique et de confiance profondes que traverse le quotidien.

#### Cofondateur du site "Les jours"
En 2015, après 23 ans à Libération, il quitte le journal pour co-fonder Les Jours, un site web d'informations en ligne,. En 2018, il est le parrain de la 46e promotion d'élèves en contrat de professionnalisation au Centre de formation et de perfectionnement des journalistes.
Il collabore depuis avec Mediapart, la revue XXI et la revue 180°[source insuffisante], écrit des livres et réalise des films documentaires.

#### Arrestation et expulsion de Turquie
Le 11 novembre 2016, alors qu'il effectue un reportage dans la province de Gaziantep en Turquie, il est arrêté et placé en garde à vue puis en rétention par les autorités turques, officiellement pour ne pas avoir demandé d'accréditation à la Direction générale de la presse et de l'information pour un reportage près de la frontière syrienne. On lui reproche aussi des écrits en faveur de la confrérie de Fethullah Gülen, instigateur désigné de la tentative de coup d'État de 2016 en Turquie. Il est libéré trois jours plus tard et expulsé vers la France. Il raconte alors dans Les Jours ces trois jours de détention.

## Réalisation
Parallèlement à son métier de journaliste dans la presse écrite, Olivier Bertrand réalise plusieurs documentaires. En 2007, il réalise son premier film documentaire, Un soir d'été, un étranger, produit par l'école de cinéma Ateliers Varan. En 2011 sort son second film, Vaulx-en-Velin la Cité retrouvée, produit par Cocottesminute productions et France Télévisions. En 2021, il écrit et réalise le film documentaire Le Château en santé, produit par Les Films du Tambour de soie pour France Télévisions.

## Publications

### Les Imprudents
En mars 2019 il publie son premier livre, Les Imprudents, aux Éditions du Seuil. L'ouvrage raconte le massacre, le 3 mars 1944, de tous les habitants d'un hameau de Labastide-de-Virac, village de l'Ardèche, par les hommes de la division SS Hohenstaufen. Quinze personnes vivaient dans le hameau mais on a retrouvé seize corps. Les Imprudents raconte l'enquête menée par l'auteur, soixante-quinze ans après, pour retrouver l'identité de l'inconnu, jeune résistant venu de Levallois-Perret et nommé René Auguste Desandre. Selon la quatrième de couverture, "ayant des attaches familiales avec le lieu, Olivier Bertrand publie une enquête historique sur le massacre de Labastide-de-Virac où 15 habitants ont été exécutés par une colonne allemande le 3 mars 1944. Un seizième corps avait été retrouvé, il était resté un connu, le livre va lui redonner un nom."  

### Une Rixe
En octobre 2023, il publie son deuxième livre, Une Rixe, aux Éditions du Seuil. L'ouvrage part d'une rixe mortelle qui s'est déroulée le 23 février 2021 à Boussy-Saint-Antoine, en Essonne. L'auteur a vécu dans cette ville, ainsi que dans les cités d'où étaient originaires les protagonistes de la rixe, notamment la victime et l'auteur présumé. L'enquête pour comprendre ce qu'il s'est passé, pourquoi ces jeunes se battent collectivement, ce qui les relie à leur territoire, se tresse avec les souvenir de l'auteur, son adolescence, sa propre violence à l'époque. Qu'est-ce que cela produit de grandir dans une cité enclavée ? La quatrième de couverture explique que "L'auteur a grandi dans des cités d'Ile-de-France. À l'occasion d'une rixe, en février 2021, il se lance dans une enquête pour comprendre les raisons des embrouilles mortelles entre adolescents. Ce retour sur les lieux de sa jeunesse est une façon de revisiter ces territoires, pour comprendre ce qui a changé."  

## Liens
- Notices d'autorité :   - VIAF
  - ISNI
  - IdRef
  - GND